# 町野町
町野町（まちのまち）は、石川県鳳至郡に存在した町である。

## 地理
町野川の谷底平野沿いに位置した町。現在国指定重要文化財となっている時国家二軒や名勝及び天然記念物の曽々木海岸などが町の名物となっている。

### 隣接していた市町村
- 市
  - 輪島市・珠洲市
- 村
  - 柳田村

## 歴史

### 沿革
- 1889年（明治22年）4月1日 町村制の施行により、鳳至郡鈴屋村、粟蔵村、牛尾村、寺山村、佐野村、真久村、舞谷村、北円山村、徳成村、徳成谷内村、東村及び麦生野村を廃し、その区域をもって鳳至郡町野村を設置する。
- 1908年（明治41年）4月1日 鳳至郡町野村、西町村及び岩倉村を廃し、その区域をもって鳳至郡町野村を設置する。
- 1940年（昭和15年）12月20日 鳳至郡町野村を廃し、その区域をもって鳳至郡町野町を設置する。
- 1949年（昭和24年）字東大野の区域の一部を字真喜野が設定する。
- 1952年（昭和27年）字西時国の区域の一部及び字南時国の区域の一部の区域を字曽々木を設定する。
- 1956年（昭和31年）9月30日 鳳至郡町野町を廃し、その区域を輪島市に編入する。町野町の26大字は町野町を冠して輪島市に継承。

## 行政

### 歴代町野町長・町野村長
| 代 | 人 | 氏名         | 就任                      | 退任                      | 備考 |
| -- | -- | ------------ | ------------------------- | ------------------------- | ---- |
| 1  | 1  | 粟倉彦十郎   | 1889年（明治22年）4月     | 1893年（明治26年）4月     |      |
| 2  | 2  | 百萬藤兵衛   | 1893年（明治26年）4月     | 1896年（明治29年）2月     |      |
| 3  | 3  | 奥野谷平四郎 | 1896年（明治29年）3月4日  | 1900年（明治33年）3月3日  |      |
| 4  | 4  | 粟倉彦十郎   | 1900年（明治33年）6月25日 | 1904年（明治37年）6月24日 |      |
| 5  | 4  | 粟倉彦十郎   | 1904年（明治37年）7月30日 | 1908年（明治41年）3月31日 |      |

| 代 | 人 | 氏名           | 就任                       | 退任                       | 備考     |
| -- | -- | -------------- | -------------------------- | -------------------------- | -------- |
|    | 1  | 粟倉彦十郎     | 1908年（明治41年）4月1日   | 1908年（明治41年）7月9日   | 事務取扱 |
| 1  | 1  | 粟倉彦十郎     | 1908年（明治41年）7月10日  | 1912年（明治45年）7月9日   |          |
| 2  | 1  | 粟倉彦十郎     | 1912年（明治45年）7月24日  | 1916年（大正5年）7月23日   |          |
| 3  | 1  | 粟倉彦十郎     | 1916年（大正5年）8月25日   | 1920年（大正9年）8月24日   |          |
| 4  | 1  | 粟倉彦十郎     | 1920年（大正9年）9月       | 1921年（大正10年）3月5日   |          |
| 5  | 2  | 岩崎千里       | 1921年（大正10年）5月4日   | 1923年（大正12年）8月18日  |          |
| 6  | 3  | 時国良作       | 1923年（大正12年）11月19日 | 1927年（昭和2年）11月18日  |          |
| 7  | 3  | 時国良作       | 1927年（昭和2年）11月      | 1928年（昭和3年）12月31日  |          |
| 8  | 4  | 柴野与八       | 1929年（昭和4年）2月11日   | 1933年（昭和8年）2月10日   |          |
| 9  | 4  | 柴野与八       | 1933年（昭和8年）2月21日   | 1937年（昭和12年）2月20日  |          |
| 10 | 5  | 上谷太郎右衛門 | 1937年（昭和12年）3月7日   | 1940年（昭和15年）12月19日 |          |

| 代 | 人 | 氏名           | 就任                       | 退任                       | 備考 |
| -- | -- | -------------- | -------------------------- | -------------------------- | ---- |
| 1  | 1  | 上谷太郎右衛門 | 1940年（昭和15年）12月20日 | 1941年（昭和16年）3月6日   |      |
| 2  | 2  | 柴野与八       | 1941年（昭和16年）3月22日  | 1945年（昭和20年）3月21日  |      |
| 3  | 2  | 柴野与八       | 1945年（昭和20年）3月      | 1945年（昭和20年）10月5日  |      |
| 4  | 3  | 時田弘儀       | 1945年（昭和20年）10月6日  | 1946年（昭和21年）6月25日  |      |
| 5  | 4  | 上谷雄三郎     | 1946年（昭和21年）7月25日  | 1946年（昭和21年）11月11日 |      |
| 6  | 5  | 長峰宝太郎     | 1946年（昭和21年）12月10日 | 1947年（昭和22年）4月7日   |      |
| 7  | 6  | 室谷新次       | 1947年（昭和22年）4月8日   | 1951年（昭和26年）4月7日   |      |
| 8  | 6  | 室谷新次       | 1951年（昭和26年）4月23日  | 1955年（昭和30年）4月30日  |      |
| 9  | 7  | 上谷雄三郎     | 1955年（昭和30年）5月1日   | 1956年（昭和31年）9月29日  |      |